# Wonosido (Lebakbarang)
Wonosido is een bestuurslaag in het regentschap Pekalongan van de provincie Midden-Java, Indonesië. Wonosido telt 432 inwoners (volkstelling 2010).